# Tetraedro
In geometria, un tetraedro è un poliedro con quattro facce. Un tetraedro è necessariamente convesso, le sue facce sono triangolari, ha 4 vertici e 6 spigoli.
Il tetraedro si può definire anche come simplesso tridimensionale, vale a dire come il solido tridimensionale col minor numero di vertici.
Il tetraedro regolare è uno dei cinque solidi platonici, cioè uno dei poliedri regolari e le sue facce sono triangoli equilateri. Esso presenta un angolo diedro di circa 70° 31′ 43,606″ o più precisamente di angolo diedro {\displaystyle \textstyle \arccos {\frac {1}{3}}}.

## Parametri metrici
Alcuni parametri metrici del tetraedro regolare con spigoli di lunghezza {\displaystyle a} sono i seguenti:
| Altezza (cioè distanza fra vertice e faccia opposta) | {\displaystyle \,{\frac {{\sqrt {6}}a}{3}}}                       |
| Angolo diedrale                                      | {\displaystyle \,\arccos \left({\frac {1}{3}}\right)} (circa 71°) |
| Area della superficie totale                         | {\displaystyle \,a^{2}{\sqrt {3}}}                                |
| Volume                                               | {\displaystyle \,{\frac {1}{12}}a^{3}{\sqrt {2}}}                 |

## La costruzione di Euclide

Fig. 1: determinazione dello spigolo del tetraedro inscritto nella sfera di diametro

Fig. 2: costruzione del tetraedro

Nel libro XIII dei suoi Elementi, Euclide descrive il metodo per inscrivere un tetraedro regolare in una sfera di diametro dato. La costruzione descritta da Euclide è la seguente:
Sia {\displaystyle AB} (vedi Fig. 1) un diametro della sfera data; lo si divida nel punto {\displaystyle D} in modo che {\displaystyle AD} sia il doppio di {\displaystyle DB}. Su questo diametro si costruisca un semicerchio, si alzi la perpendicolare da {\displaystyle D} e si denoti con {\displaystyle C} il punto di intersezione tra tale perpendicolare e la circonferenza. Infine, si congiungano i punti {\displaystyle AC}.
Si replichi la stessa costruzione su due piani passanti per {\displaystyle AB}, con angolo diedro di 120° rispetto al piano iniziale (Fig. 2). Si traccino infine le congiungenti fra i punti {\displaystyle CE}, {\displaystyle CF} ed {\displaystyle EF}.
È chiaro che i vertici {\displaystyle A}, {\displaystyle C}, {\displaystyle E} e {\displaystyle F} si trovano sugli archi di cerchio costruiti sul diametro {\displaystyle AB}, quindi si trovano tutti sulla superficie della sfera di pari diametro. Per costruzione gli spigoli {\displaystyle AC}, {\displaystyle AE} ed {\displaystyle AF} sono uguali fra loro, così come lo sono gli spigoli {\displaystyle CE}, {\displaystyle CF} ed {\displaystyle EF} (questi ultimi determinano il triangolo equilatero alla base del tetraedro). Rimane da verificare che questi due gruppi di spigoli abbiano la stessa lunghezza.
Nella parte alta della figura di sinistra è replicata la costruzione iniziale: per il secondo teorema di Euclide, il segmento {\displaystyle x} è medio proporzionale fra i segmenti {\displaystyle AD} e {\displaystyle DB}. Supponendo (senza perdita di generalità) che il diametro del cerchio sia unitario, risulta che tali segmenti hanno le lunghezze indicate in figura, quindi:
{\displaystyle AD:x=x:DB,}
{\displaystyle {\frac {2}{3}}:x=x:{\frac {1}{3}},}
{\displaystyle x^{2}={\frac {2}{9}}.}
Grazie al teorema di Pitagora si può ora calcolare la lunghezza del segmento {\displaystyle AC} o, per praticità, il suo quadrato:
{\displaystyle AC^{2}=x^{2}+AD^{2}={\frac {2}{9}}+\left({\frac {2}{3}}\right)^{2}={\frac {2}{9}}+{\frac {4}{9}}={\frac {6}{9}}={\frac {2}{3}}.}
La parte inferiore del disegno raffigura la base del tetraedro. Il segmento {\displaystyle CF} è cateto del triangolo {\displaystyle HCF} rettangolo in {\displaystyle F}, quindi:
{\displaystyle CF^{2}=HC^{2}-HF^{2}=(2x)^{2}-x^{2}=3x^{2}=3{\frac {2}{9}}={\frac {6}{9}}={\frac {2}{3}}.}
Di conseguenza, i tre spigoli alla base del tetraedro e i tre spigoli che fanno capo al vertice {\displaystyle A}, hanno tutti la stessa lunghezza {\displaystyle s=AC=CF={\sqrt {\frac {2}{3}}}} e quindi il poliedro costruito è effettivamente inscritto nella sfera data. Si noti inoltre come da questi calcoli segua anche che il quadrato di un qualsiasi spigolo del tetraedro è pari a {\displaystyle \scriptstyle {\frac {2}{3}}} del quadrato del diametro {\displaystyle AB}.

## Poliedro duale
Il poliedro duale del tetraedro è ancora un tetraedro. Il tetraedro regolare è l'unico dei cinque solidi platonici che è duale di sé stesso: gli altri quattro sono accoppiati dalla relazione di dualità.

## Simmetrie

Simmetrie del tetraedro: rotazioni intorno ad un asse o riflessione rispetto ad un piano.

Il tetraedro ha {\displaystyle 24} simmetrie: ogni permutazione dei quattro vertici è infatti realizzata da un'unica simmetria. Il gruppo di simmetria è quindi il gruppo {\displaystyle S_{4}} di permutazioni di {\displaystyle 4} elementi, di cardinalità {\displaystyle 4!=24}. Tra queste, {\displaystyle 12} sono rotazioni intorno ad alcuni assi, mentre le altre {\displaystyle 12} invertono l'orientazione dello spazio.
Le {\displaystyle 12} simmetrie rotatorie (inclusa l'identità) formano un sottogruppo, isomorfo al gruppo alternante {\displaystyle A_{4}}. L'asse di rotazione di una simmetria può collegare il centro di una faccia con un vertice opposto ({\displaystyle 4} possibilità), oppure i punti medi di due spigoli opposti ({\displaystyle 3} possibilità). Intorno ad un asse del primo tipo possono essere effettuate rotazioni di 120° o 240°, mentre intorno ad un asse del secondo tipo la rotazione è di 180°. In totale, si ottengono quindi {\displaystyle 2\cdot 4+3=11} rotazioni, cui va aggiunta l'identità per ottenere tutte le {\displaystyle 12} simmetrie rotatorie.

Le 12 simmetrie rotatorie del tetraedro. Oltre all'identità, vi sono rotazioni lungo assi passanti per i vertici e lungo assi che collegano spigoli opposti.

Numerando i vertici del tetraedro con {\displaystyle 1}, {\displaystyle 2}, {\displaystyle 3} e {\displaystyle 4}, le rotazioni di 120° e 240° corrispondono alle permutazioni
{\displaystyle (123),(132),(124),(142),(134),(143),(234),(243)}
ovvero ai cicli di ordine {\displaystyle 3}. Le rotazioni di 180° invece corrispondono alle permutazioni
{\displaystyle (12)(34),(13)(24),(14)(23)}
ottenute come prodotto di {\displaystyle 2}-cicli indipendenti.
Delle {\displaystyle 12} simmetrie che non preservano l'orientazione, {\displaystyle 6} sono riflessioni lungo piani: ciascun piano contiene uno spigolo e il punto medio dello spigolo opposto (come nella figura a destra). Queste corrispondono ai cicli di ordine {\displaystyle 2}
{\displaystyle (12),(13),(14),(23),(24),(34)}
Infine, le altre {\displaystyle 6} simmetrie sono composizioni di riflessioni lungo piani e rotazioni, e corrispondono ai cicli di ordine {\displaystyle 4}
{\displaystyle (1234),(1243),(1324),(1342),(1423),(1432).}

## Generalizzazioni
Il simplesso è un oggetto che generalizza la nozione di tetraedro in dimensione arbitraria. Si tratta dell'unico politopo {\displaystyle n}-dimensionale avente {\displaystyle n+1} vertici, mentre ogni altro politopo ne ha una quantità maggiore. Per {\displaystyle n=1,2,3} il simplesso è rispettivamente un segmento, un triangolo e un tetraedro.

## Einstein e il tetraedro

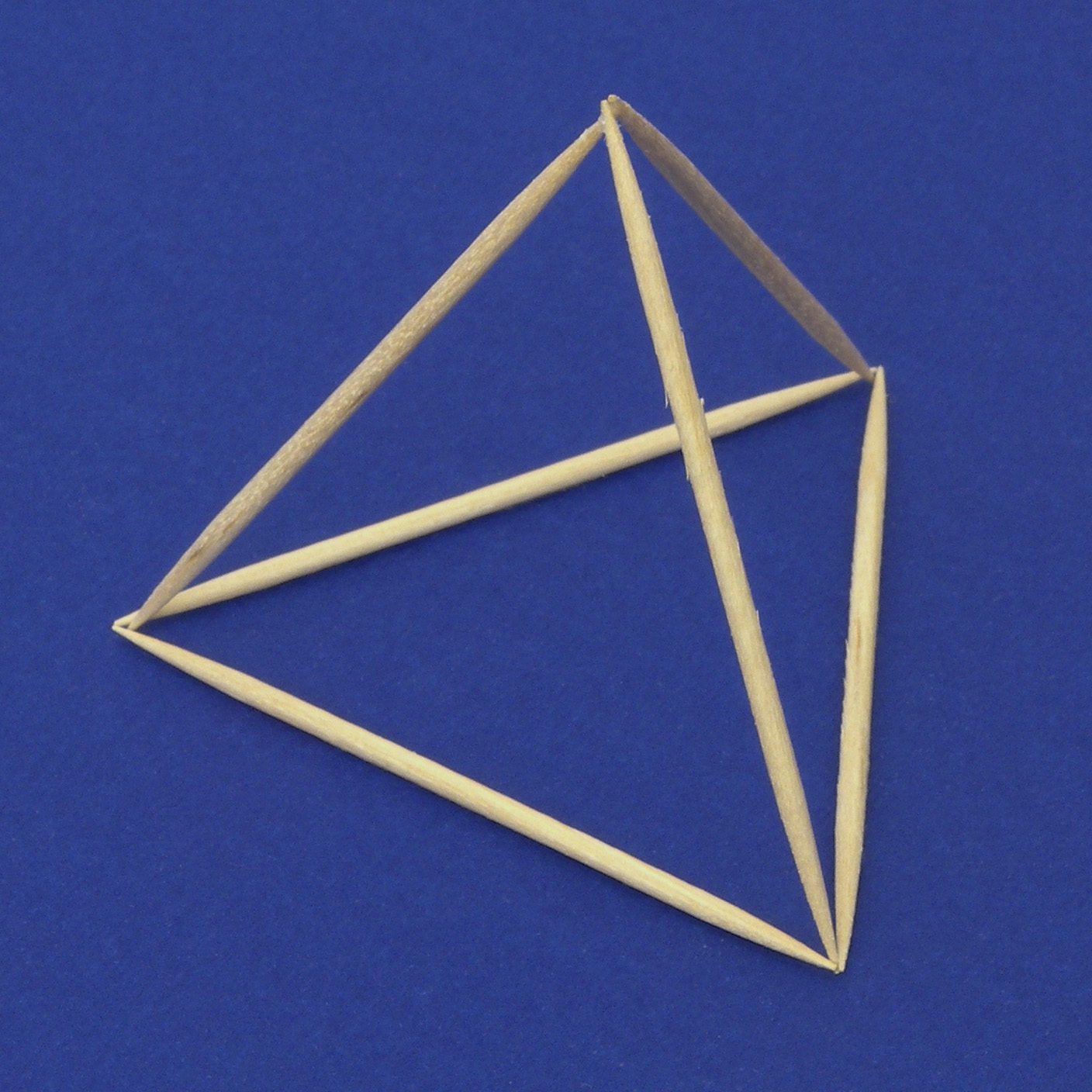
Tetraedro costruito con sei stuzzicadenti

Esiste un curioso aneddoto riguardo Albert Einstein: ad un convegno di fisici, subissato dalle critiche per la sua balzana concezione di uno spaziotempo a quattro dimensioni, egli propose il seguente problema:
Dati sei stuzzicadenti, costruire quattro triangoli equilateri.
Nessuno dei presenti riuscì a posizionare su un piano gli stuzzicadenti per formare i triangoli richiesti, il che è infatti impossibile, al che Einstein compose un tetraedro coi sei stuzzicadenti e disse:
Se non sapete usare la terza dimensione, che sperimentate tutti i giorni, come sperate di capire la quarta?